# Второкаменский сельсовет
Второкаменский сельсовет — муниципальное образование со статусом сельского поселения и административно-территориальное образование в Локтевском районе Алтайского края России. Административный центр — село Вторая Каменка.

## Демография
По результатам Всероссийской переписи населения 2010 года, численность населения муниципального образования составила 840 человек, в том числе 411 мужчин и 429 женщин. Оценка Росстата на 1 января 2012 года — 823 человека.

## Населённые пункты
В состав сельского поселения входит 2 населённых пункта:
- село Вторая Каменка,
- посёлок Междуречье.